# Serranía del Baudó
La serranía del Baudó es una sierra del Pacífico colombiano y de Panamá. Separada de la Cordillera Occidental por el río Atrato, valle en el que se encuentran los municipios de Bojayá, Medio Atrato, Murindó, Vigía del Fuerte y Quibdó. Se extiende desde el sur, donde está bordeada por el río Baudó, hacia el norte y ligeramente al oeste, terminando cerca al golfo de San Miguel, en Panamá. Donde recibe el nombre de serranía del Sapo. Técnicamente, todo el territorio va más allá del río Baudó, hasta la Bahía de Buenaventura, pero con el paso del tiempo, la zona ha sido erosionada convirtiéndose en pantanos y colinas.
Desde Punta Ardita hasta Punta Cruces recibe además el nombre de Serranía de los Saltos y está constituida por una extensa serie de acantilados que alcanzan los 70 metros, con pequeñas hendiduras que forman bahías y ensenadas con playas en forma de bolsillo; algunas de arena, pero la mayoría de piedras y guijarros. Sin embargo, cerca a la desembocadura de ríos y riachuelos, las playas tienden a ser más extensas, y pueden incluso contener manglares.
Su principal altura es el Alto del Buey, donde nace el Baudó; y junto a la Serranía del Darién forma un conjunto conocido como Cordillera del Chocó.

## Geología
Geológicamente, la cordillera es una extensión del istmo de Panamá. Fue creada durante el Cretácico tardío y el Paleoceno tras compactar volcanes oceánicos cuando la Placa de Nazca fue empujada hacia el oeste por la Placa Sudamericana. La región es tectónicamente activa aún, y se desplaza hacia el este a razón de 3,7 centímetros por año.